# Stacja przygotowania powietrza

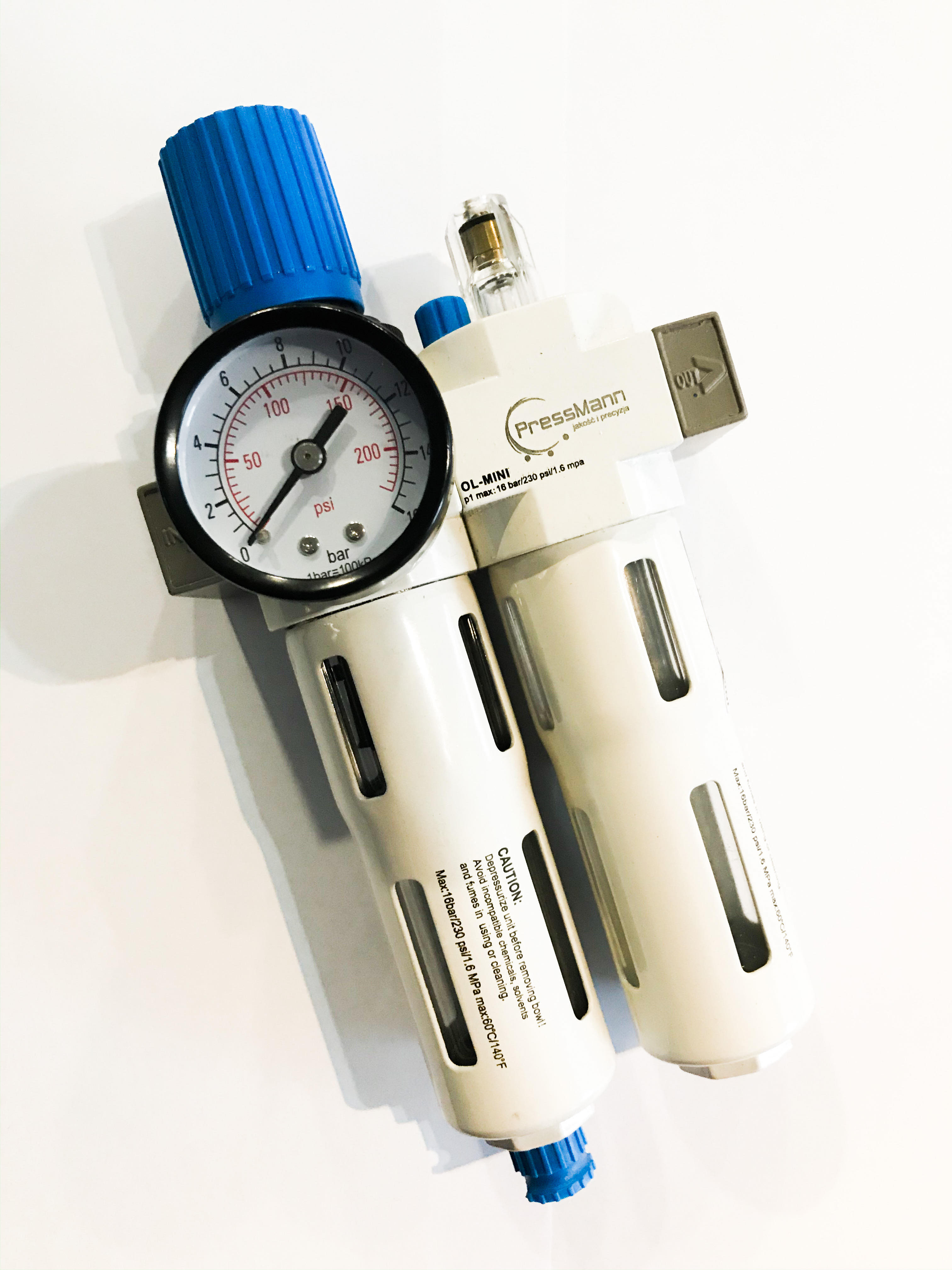
Przykładowa stacja przygotowania powietrza

Stacja przygotowania sprężonego powietrza – umowna nazwa zespołu urządzeń służącego do przygotowania sprężonego powietrza z instalacji sprężonego powietrza do zasilania narzędzi pneumatycznych.

## Budowa i zasada działania stacji przygotowania sprężonego powietrza
Stacja przygotowania sprężonego powietrza składa się z zespolonych ze sobą filtroreduktora i naolejacza. Oznacza to, że wewnątrz tego urządzenia znajdują się cztery oddzielne elementy:
- separator cyklonowy,
- filtr sprężonego powietrza,
- reduktor ciśnienia,
- naolejacz.

Zestaw elementów, z którego składa się stacja przygotowania sprężonego powietrza zapewnia właściwe zasilanie narzędzi pneumatycznych. Filtracja w takiej stacji nie jest tak dokładna jak na przykład przy zastosowaniu pełnego kompletu filtrów (wstępnego i dokładnego), jednakże zapewnia czwartą klasę czystości, co stanowi optymalne rozwiązanie dla narzędzi pneumatycznych. Po oczyszczeniu sprężonego powietrza z kondensatu jego ciśnienie dostosowywane jest do potrzeb konkretnego narzędzia za pomocą reduktora. Na koniec sprężone powietrze przechodzi przez naolejacz, w którym jest zasilane mgiełką oleju do narzędzi pneumatycznych. W naolejaczu można wyregulować ilość oleju podawanego do narzędzia. 